# Конвой Трук — Рабаул (04.12.42 — 08.12.42)
Конвой Трук — Рабаул (04.12.42 — 08.12.42) — японський конвой часів Другої світової війни, проведення якого відбувалось у грудні 1942 року.
Конвой сформували для проведення групи суден з атола Трук (Чуук) у центральній частині Каролінського архіпелагу (ще до війни тут була створена потужна база ВМФ, з якої до лютого 1944 року провадились операції у цілому ряді архіпелагів) до Рабаула — головної бази в архіпелазі Бісмарка, звідки японці роки провадили операції на Соломонових островах та сході Нової Гвінеї.
До складу конвою увійшли транспорт «Тойо-Мару № 2» і танкер «Тоєй-Мару» (Toei Maru), тоді як ескорт забезпечував есмінець «Юнагі».
4 грудня 1942 року судна вийшли з Труку та попрямували на південь. У цей період японські конвої до архіпелагу Бісмарка ще не стали цілями для авіації, проте на комунікаціях діяли підводні човни США. Утім, проходження конвою відбулось без інцидентів, і 8 грудня він прибув до Рабаула.